# Ano da Mulher

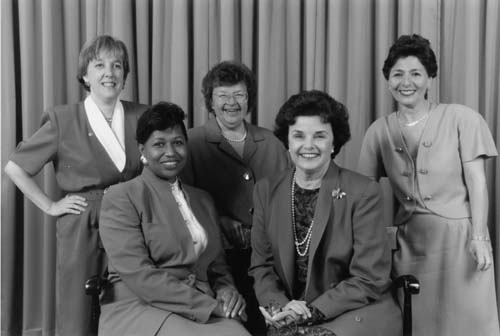
Senadoras mulheres democratas em 1993: Murray, Moseley Braun, Mikulski, Feinstein e Boxer.

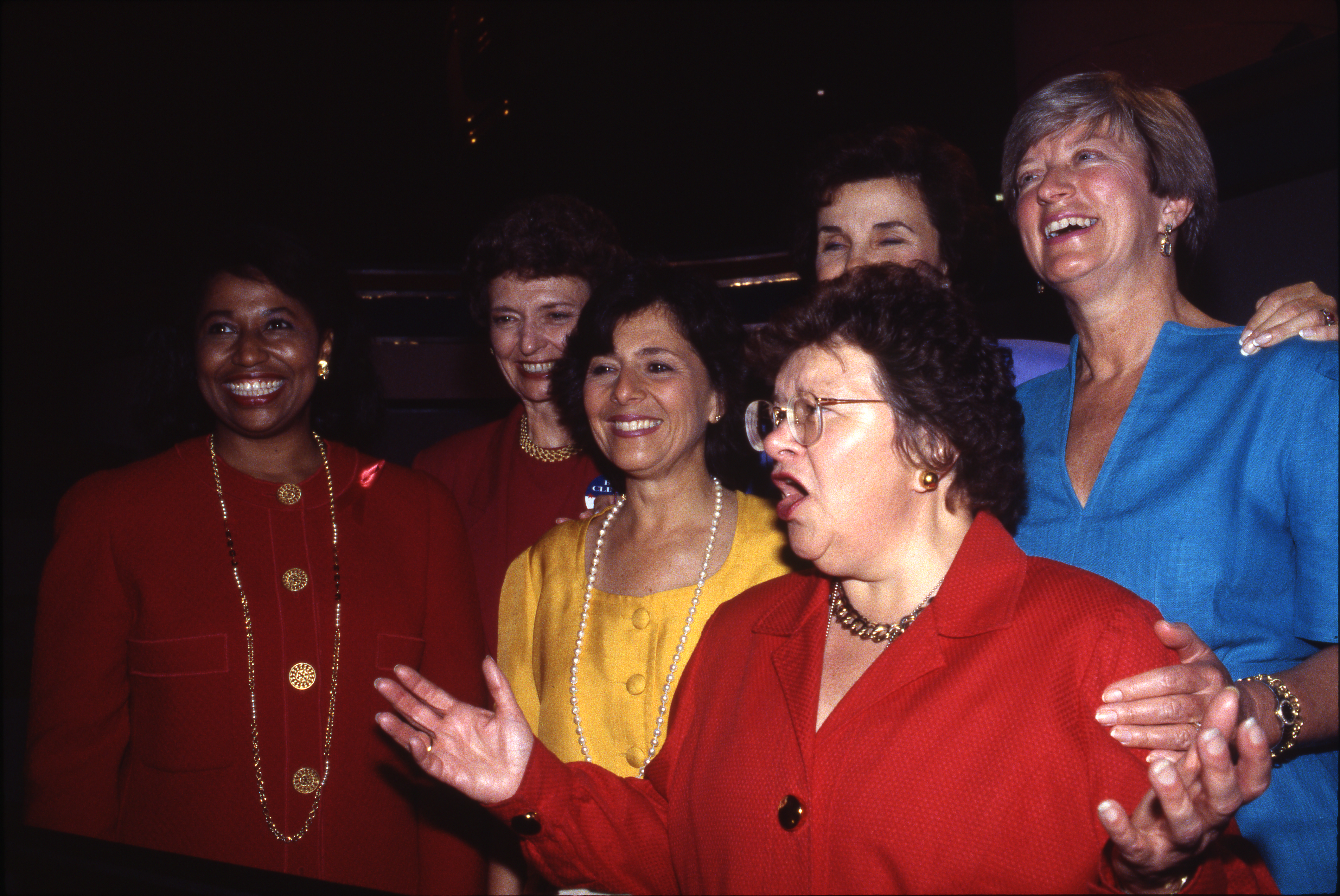
A Senadora Barbara Mikulski com candidatas ao Senado na Convenção Nacional Democrata de 1992.

O Ano da Mulher (Year of the Woman, em inglês) é uma denominação popular dada a 1992 devido ao número recorde de mulheres eleitas para o Senado e a Câmara dos Representantes dos Estados Unidos nas eleições daquele ano. Em 1991, as contestadas audiências de confirmação de Clarence Thomas para a Suprema Corte envolvendo as alegações de assédio sexual de Anita Hill levantou a questão do domínio dos homens no Senado. Naquele ano, a câmara alta do Congresso norte-americano possuía duas senadoras, mas nenhuma delas integrava o Comitê Judiciário. A Senadora Estadual de Washington Patty Murray teria, alegadamente, decidido concorrer ao Senado após assistir a essas audiências.
Em um debate para a disputa presidencial ocorrido na Universidade de Richmond em meados de outubro de 1992, os candidatos foram questionados sobre quando seus respectivos partidos poderiam nomear uma mulher para a Presidência do país. O Governador de Arkansas, Bill Clinton, respondeu: "Bem, não tenho ideia, mas espero que aconteça em algum momento da minha vida." O Presidente George H. W. Bush respondeu com menos entusiasmo, dizendo: "Este é supostamente o ano das mulheres no Senado. Vejamos como se saem. Espero que muitas delas percam." Em 1992, quase todas as candidatas de partidos principais ao Senado eram filiadas ao Partido Democrata.
Em todo o país, diversas mulheres venceram as primárias de seus partidos e, em 3 de novembro, 47 foram eleitas para a Câmara dos Representantes, sendo 24 pela primeira vez, e 4 para o Senado. Com isso, as mulheres passaram a representar 10,8 por cento dos integrantes da Câmara e 6 por cento do Senado. Em 3 de janeiro de 1993, o estado da Califórnia tornou-se o primeiro estado norte-americano a ser representado por duas mulheres no Senado. Quando as recém-chegadas se juntaram às senadoras Nancy Kassebaum e Barbara Mikulski em janeiro de 1993, os principais escritores descreveram o acontecimento como "O Ano da Mulher". Em resposta, a Senadora Mikulski afirmou: "Chamar 1992 de o Ano da Mulher soa como o Ano do Caribu ou o Ano dos Aspargos. Não somos uma moda, uma fantasia ou um ano."

## Nota
- Este artigo foi traduzido a partir textos produzidos pelo Senado e a Câmara dos Representantes dos Estados Unidos. Por força da legislação norte-americana, qualquer trabalho produzido por um órgão do governo federal encontra-se em domínio público. Para referência,
  - "Year of the Woman", Senado; e
  - The Year of the Woman, 1992, Câmara dos Representantes.